# Palais-Gletscher
Der Palais-Gletscher ist ein breiter und 13 km langer Gletscher im ostantarktischen Viktorialand. Er fließt in nördlicher Richtung zwischen den Wilkniss Mountains und dem Colwell-Massiv zum Ferrar-Gletscher.
Das Advisory Committee on Antarctic Names benannte ihn 1995 nach der US-amerikanischen Glaziologin Julie Michelle Palais (* 1956), die in fünf Kampagnen zwischen 1978 und 1989 am Dome Charlie und am Mount Erebus tätig war, seit 1991 das glaziologische Programm für Polarregionen der National Science Foundation leitet und seit 1994 dem Advisory Committee on Antarctic Names angehört.